# 1984年の政治
1984年の政治（1984ねんのせいじ）では、1984年（昭和59年）の政治分野に関する出来事について記述する。

## できごと

### 1月
- 1月1日
  - ブルネイが独立を宣言。

ブルネイ国旗

  - ナイジェリアのクーデター成功。ムハンマド・ブハリ少将を議長とする最高軍事評議会が全権掌握。
  - エルサルバドルの左翼ゲリラ、大規模テロ。
- 1月3日
  - チュニジアで食料暴動。
  - シリアが米軍飛行士を釈放。
- 1月10日
  - 趙紫陽中国首相、訪米。
  - デンマーク総選挙。保守党が圧勝。
- 1月17日 - 自民党科学技術部会、原子力船むつの廃船方針を決定。
- 1月18日 - ストックホルムで米ソ外相会談。

### 2月
- 2月9日 - レバノンで内閣総辞職、内戦激化。
- 2月9日 - ユーリ・アンドロポフソ連共産党書記長死去。
- 2月11日 - イラン軍、バスラなどイラクの四都市を攻撃。
- 2月13日 - ソ連共産党中央委員会緊急総会で書記長にコンスタンチン・チェルネンコ政治局員・書記を選出。
- 2月14日 - モスクワ赤の広場でアンドロポフ書記長の国葬。
- 2月17日 - 米軍、ベイルートから撤退。
- 2月27日
  - ナイジェリアでイスラム過激派の暴動。
  - イラク政府、イランの石油基地カーグ島の封鎖を宣言する。
- 2月28日 - 米大統領選挙の最初の予備選挙がニューハンプシャー州で実施。ゲイリー・ハート上院議員が躍進（ハート旋風）。

### 3月
- 3月2日
  - チェルネンコソ連共産党書記長、所信表明演説で米ソ関係に関して従来通りの主張を展開。
  - ニカラグア反政府ゲリラ民主革命同盟、ニカラグア沖に機雷を敷設。
- 3月8日 - 宮沢喜一がホテルニューオータニで暴漢に襲われる。
- 3月9日 - ソ連、インドに対してミグ27など包括的軍事援助を供与することに合意。
- 3月12日 - 高松地方裁判所、財田川事件に無罪判決。
- 3月13日 - イラン軍事情報部、イラク軍が化学兵器を使用したことを発表。
- 3月16日 - 南アフリカとモザンビーク、不可侵条約を締結。
- 3月19日 - ジョゼ・エドゥアルド・ドス・サントスアンゴラ大統領、キューバを訪問。キューバのアンゴラ駐留軍撤退条件を再確認。
- 3月20日
  - スイス、ローザンヌで開催されていたレバノン民族和解会議が合意、閉会。
  - 欧州共同体（EC）首脳会議、イギリスへの予算払い戻し問題で合意不成立。
- 3月21日 - 米韓合同軍事演習「チーム・スピリット84」に参加していた米空母キティホークとソ連の原子力潜水艦ヴィクターI級が日本海で衝突。
- 3月23日
  - 中曽根首相、訪中。
  - フランソワ・ミッテラン仏大統領、訪米。
- 3月30日 - レバノン国際監視軍が事実上、消滅。

### 4月
- 4月2日 - 中越国境紛争。
- 4月3日 - ギニアで無血クーデター。
- 4月6日 - ポーランド政府とカトリック教会、公立学校と公共施設に掲揚する十字架問題で妥協。
- 4月7日
  - 山村新治郎農水相とブロック米通商代表、第四回日米農産物交渉で合意。
  - カメルーンでイブラヒム・サレハ陸軍大佐率いる反乱軍が鎮圧される。
- 4月10日 - 米上院、ニカラグア機雷敷設に関与しない決議を可決。
- 4月11日
  - ソ連最高会議幹部会議長（ソ連国家元首）にチェルネンコ共産党書記長を選出する。
  - 自民党副総裁に二階堂進前幹事長が就任。
- 4月17日 - ロンドンのリビア人民代表部（大使館）から反カダフィ派リビア人のデモに対して銃撃。婦人警官1名が死亡、デモ参加者11名が重軽傷を負う。
- 4月20日 - ジェフリー・ハウ英外相、香港を訪問し1997年に香港の主権、統治権を中国に一括返還することを表明。
- 4月22日 - イギリスがリビアと国交を断絶。
- 4月26日 - レーガン米大統領、訪中。
- 4月29日 - スーダンのヌメイリ大統領、全土に非常事態を宣言。

### 5月
- 5月4日
  - 中曽根首相、インディラ・ガンディー印首相と会談。
  - ローマ教皇ヨハネ・パウロ2世、韓国光州でミサ。
  - 胡耀邦中国共産党総書記、北朝鮮を訪問。平壌で中朝首脳会議。
- 5月8日
  - ソ連、ロサンゼルス五輪に不参加表明。
  - リビア国営通信、テロリスト集団がカダフィ大佐の宿舎を襲撃したと発表。
- 5月11日 - ザンビアの首都ルサカでナミビア独立に関する全当事者会議。13日に不調のまま閉幕。
- 5月14日 - フィリピン国会選挙。
- 5月23日 - 金日成、ソ連を公式訪問。
- 5月28日 - インド、マハラシュトラ州でイスラム教徒とヒンズー教徒が衝突し228名が死亡。

### 6月
- 6月1日 - ジョージ・シュルツ米国務長官、ニカラグアを訪問。
- 6月5日 - サウジアラビア国防省、イラン空軍機2機撃墜を発表。
- 6月6日 - インド政府軍がシク教徒の聖地「黄金寺院」を襲撃、制圧。
- 6月7日 - 第10回先進国首脳会議（ロンドン・サミット）開催。
- 6月10日 - 米陸軍、大陸間弾道弾撃墜実験に成功したことを発表。
- 6月14日
  - モスクワで開催された経済相互援助会議（コメコン）首脳会議が閉幕。
  - 第2回ヨーロッパ議会選挙。フランスでは国民戦線（ジャン＝マリー・ルペン党首）が11パーセント、10議席を獲得した。
  - オランダ議会、巡航ミサイル配備計画延期を可決。
- 6月16日 - カナダ自由党党大会、新党首にジョン・ターナーを選出。
- 6月21日 - ミッテラン仏大統領、ソ連を訪問。チェルネンコ書記長と仏ソ首脳会談。
- 6月25日 - 欧州共同体（EC）首脳会議閉幕。
- 6月30日 - ボリビアのエルナン・シレス・スアソ大統領が誘拐される。10時間後、解放される。

### 7月
- 7月1日 - 総務庁発足。初代長官は後藤田正晴。
- 7月4日 - 安倍晋太郎外相、外務省に、中国人・韓国人の名前を現地読みにするよう指示。

### 9月
- 9月6日 - 全斗煥大統領、韓国現職大統領で初来日。
- 9月19日 - 東京・永田町の自民党本部が放火炎上（自由民主党本部放火襲撃事件）。

### 10月
- 10月31日 - インディラ・ガンディーインド首相が暗殺される。

### 11月
- 11月1日 - 第2次中曽根内閣第1次改造内閣発足。
- 11月11日 - アメリカ大統領選挙。ロナルド・レーガンが再選。

### 12月
- 12月19日 - イギリス（サッチャー首相）と中国（趙紫陽国務院総理）が香港返還合意文書に調印。